# Norra bastionen

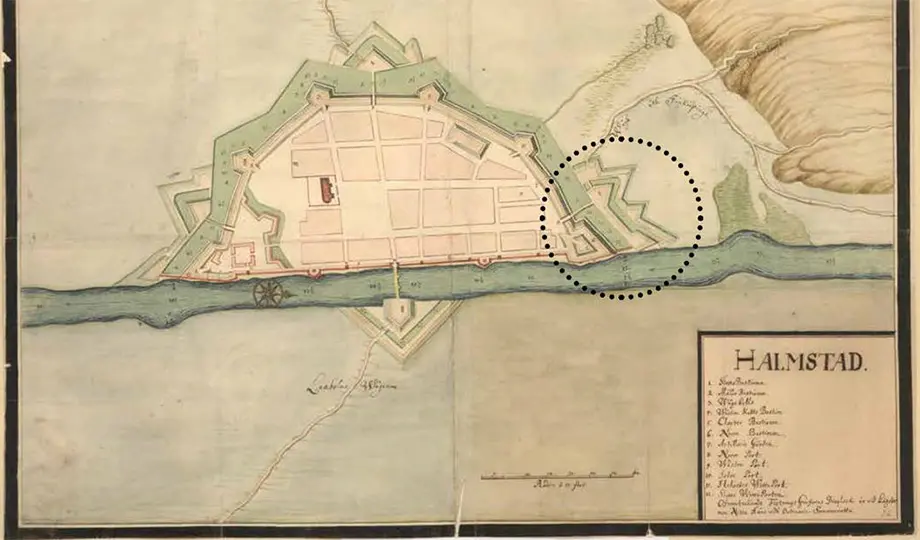
Karta från 1600-talet med Norra bastionen inringad

Norra bastionen är en bastion, som ingick i Halmstads stadsbefästning, vilken uppfördes i sekelskiftet 1500/1600 på order av Kristian IV av Danmark. På bastionen finns Norre katt, ett av befästningarnas två högverk. Det andra är Västerkatt, som anlades mellan Västra bastionen och Klosters bastion i stadsbefästningens nordvästra del.
Under andra hälften av 1800-talet anlades först nöjesetablissemanget Tivoli och senare Tivoliparken (1918 omdöpt till Norre katts park) på de tidigare befästningarna.
Befästningens högverk Norre katt är delvis rekonstruerat. Bastion har 70 meters sida och ligger fem meter över havet, och högverket bidrar med ytterligare tre meter på höjden. Från bastionen löper en rekonstruerad vall fram till Norre Port.
Den tidigare 60 meter breda vallgraven syns idag som en längsgående svacka i Norre katts park.